# Kybernetik
 Der er for få eller ingen kildehenvisninger i denne artikel, hvilket er et problem. Du kan hjælpe ved at angive troværdige kilder til de påstande, som fremføres i artiklen.

Kybernetik (af engelsk cybernetics, som igen kommer fra græsk Κυβερνήτης (kybernétes) = "styrmand") er en teori om reguleringsmekanismer i dyr, mennesker og maskiner. Begrebet bruges også i en afledt betydning, nemlig om studiet af naturlige eller konstruerede systemer (reguleringssystem), som på basis af tilbagekobling. 
Ordet cybernetics er oprindelsen til den udbredte brug af cyber- i moderne sprogbrug, f.eks. cyberspace, cybersex, cyberpunk, osv.

## Anvendelser
Fagområdet blev grundlagt af den amerikanske matematiker Norbert Wiener i 1940'erne. Emnemæssigt har det rødder i ingeniørvidenskab (kontrolteori, maskinkonstruktion og automatisering) og tilknytning til våbenteknologi (målsøgende missiler) og biologi (især fysiologiens undersøgelser af organernes indbyrdes samspil, f.eks. regulering af hormonproduktion og opretholdelse af et konstant indre miljø).
Historisk blev kybernetikken udviklet i 1950'erne i videreførelse af teorier om kommunikation (informationsteori) og om niveauer af organisation (generel systemteori). Man anså på det tidspunkt kybernetikken for at være et vigtigt redskab til at løse sociale og økonomiske problemer.

## Feedback
Begrebet feedback er centralt for kybernetikken: Dvs. forhold, at et output fra en del af systemet virker tilbage på andre dele af systemet, som derved påvirker outputtet på ny. Tilbagekoblingen kan f.eks. ske mekanisk, kemisk eller ved måling og tilbagesendelse af information. Ved positiv feedback er processen selvforstærkende: I den situation medfører tilbagekoblingen en øget vækst i outputtet, og det giver dermed anledning til endnu større vækst, osv. 

### Positiv feedback
Positiv feedback kan medføre, at systemet løber løbsk og til sidst ødelægges. Et eksempel er hyperinflation, hvor værdifald bevirker, at der trykkes flere penge, hvilket bevirker et yderligere fald i pengenes værdi, osv. I bl.a. økologiske systemer, som presses ud over en tolerancetærskel, kan man ofte iagttage selvforstærkende feedback-processer og eventuelt Kaos.

### Negativ feedback
Ved negativ feedback betyder vækst i ét led i det cirkulære årsags-virkningsforløb en dæmpning i et andet, hvilket virker stabiliserende: Jo mere føde et dyr indtager, jo større maveindhold, jo større mæthedsfølelse, og jo mindre føde indtages. Og jo mindre fødeindtag, jo mere vokser sultfølelsen, hvad der starter fødesøgning og -indtagelse, osv. Resultatet er – alt andet lige – et nogenlunde stabilt indtag af føde over længere tid. Systemer, som bliver reguleret ved negativ feedback, er ofte udsat for svingninger inden for et interval, som tillader balance i systemet. Hos levende væsner og i økologiske sammenhænge kaldes dette interval for deres homøostatiske tolerance.

## Anvendt kybernetik
Kybernetikken findes ikke i dag som en selvstændig disciplin, men kybernetiske principper er integreret i en række fag, bl.a. i anvendte discipliner som systemanalyse. Der er dog fortsat interesse for grundlæggende spørgsmål i den klassiske kybernetik (f.eks. fremkomsten af komplekse adfærdsmønstre i selvorganiserende systemer på basis af enkle komponenter, som følger simple regelsæt), og fagområder som kunstig intelligens og komplekse systemer fortsætter med at studere kybernetiske problemer.

## Årsagsproblematik
Kybernetikken har erkendelsesteoretisk interesse ved sit bidrag til forståelse af årsagsbegrebet, fordi årsag og virkning i et kybernetisk system gensidigt kan betinge hinanden. Feedback-sløjfen som en lukket kæde af årsag og virkning er kausalitet, forstået rumligt, ikke tidsligt: Det er ikke fremtiden, der på mystisk vis bestemmer nutiden, men det er tilstanden af et delsystem (tidligere), som er medvirkende årsag til tilstanden af samme delsystem (senere). 

### Formålsbestemthed hos levende organismer
Når Kant definerede en organisme som et organiseret naturprodukt, hvor "hver del er gensidigt mål og middel", og intet er uden formål, kan denne tilsyneladende teleologiske styring i dag forklares ved kybernetiske begreber. Kant mente, at "formål" blot lå i iagttagerens beskrivelse, men efter Darwins udviklingsteori kan man forklare dannelsen af organismens hensigtsmæssige adfærd ved at se naturlig selektion som en feedback-proces. Én af betingelserne for eksistensen af levende celler ligger i, at der spontant (ved selvorganisering) kan opstå delvist lukkede kæder af årsag og virkning (som netværket af molekyler i et stofskifte). Den evolutionære oprindelse af komplicerede tilpasninger hos dyr og planter kan også opfattes kybernetisk, hvor man antager, at den samlede population inden for en bestemt art og den information, som er oplagret i populationens genpulje, er et kybernetisk system. Den slags systemer har langt større fleksibilitet end kunstige, designede systemer.

### Iagttagerens rolle
Enhver iagttager kan betragtes som del af et større kybernetisk system, som desuden omfatter det område, der bliver iagttaget. Inspireret af Gregory Bateson og kybernetikeren Heinz von Foerster opstod der i midten af 1970'erne en såkaldt "kybernetik af anden orden", som betoner iagttagerens medvirkende rolle under beskrivelsen af komplekse, sociale og psykologiske systemer. Det står i modsætning til den klassiske kybernetik, der kun beskæftigede sig med processer løsrevet fra iagttageren. På grundlag af disse indsigter har man bl.a. skabt teorierne om de selvfrembringende systemer (se autopoiese).